# Zé Macaco
Waldemar Alves de Souza, mais conhecido como Zé Macaco ou apenas Zé (Florianópolis, ???? — Florianópolis, 22 de agosto de 1971), foi um futebolista brasileiro, que atuou como meia. Fez parte dos fundadores do clube que já haviam jogado no Figueirense, ao lado de Mambrini, Carlos Pires, José Silva (Zequinha) e Accyoli Vieira.

## Biografia
Em 1926, junto com Nélson Araújo (Botafogo), deixou o Avaí para defender o Imbituba Atlético Clube, sendo homenageado pelos avaianos com uma medalha comemorativa, em reconhecimento e agradecimento pelos serviços prestados, logo após uma vitória por 2–0 contra o Figueirense pelo Campeonato Citadino de Florianópolis. No mesmo ano, retornou ao Avaí, permanecendo como atleta até a década de 30, intercalando com uma passagem pelo Marcílio Dias em 1929.
De acordo com as escalações divulgadas no livro Avaí Futebol Clube: de 1923 a 2008, de Alexandrino Barreto, Zé Macaco participou das conquistas dos Campeonatos Citadinos de 1924 e 1926, que valeram também como Campeonato Estadual, e dos Citadinos e Estaduais de 1927 e 1928.
Ainda na década de 20, Zé Macaco integrou – junto com os também avaianos Aldo, Bida e Accyoli – a primeira Seleção Catarinense a disputar o extinto Campeonato Brasileiro de Seleções Estaduais, em 1926. O time de Santa Catarina disputou apenas um jogo, contra a seleção de São Paulo no Estádio do Parque Antárctica, na capital paulista, e sofreu uma goleada histórica: 16–0.
De acordo com o livro História do Clube Náutico Marcílio Dias, de Fernando Alécio, Zé Macaco também defendeu o Marcílio Dias, sendo o capitão do time de Itajaí na campanha de vice-campeão do Campeonato Catarinense de 1930.
Em 1938, no seu último ano como jogador do Avaí, Zé fez parte do time chamado pela imprensa da época como "Linha Relâmpago", dada a velocidade de seu ataque. Naquele ano, esteve presente na maior goleada da história dos Clássicos de Florianópolis, em 11 de fevereiro de 1938: Avaí 11–2 Figueirense.
Em 17 de setembro de 1961, no primeiro clássico jogado no Orlando Scarpelli, foi disputada a "Taça Zé Macaco", em homenagem ao ex-jogador avaiano, que o Avaí conquistou ao derrotar o Figueirense por 1–0, gol de Vadinho.

## Morte
Zé Macaco morreu quase 10 anos depois desse clássico, em agosto de 1971. Para homenageá-lo, foi respeitado um minuto de silêncio antes da partida Avaí 0–0 Palmeiras, válida pelo Campeonato Catarinense de 1971 e disputada em 22 de agosto de 1971 no Adolfo Konder.
Na partida contra o Guaratinguetá (SP), pela Série B de 2013, o Avaí homenageou os campeões estaduais de 1924, como parte das comemorações pelos 90 anos do clube. Cada jogador do time atual entrou em campo com o nome de um campeão daquele ano na camisa. Chamou a atenção o nome que estava na camisa 10 de Marquinhos: Zé Macaco.